# Tubarão-de-focinho-negro
O tubarão-de-nariz-preto (Carcharhinus acronotus) é uma espécie de tubarão requiem, pertencente à família Carcharhinidae, comum nas águas tropicais e subtropicais do Oceano Atlântico ocidental. Essa espécie geralmente habita habitats de ervas marinhas costeiras, areia ou entulho, com adultos preferindo águas mais profundas do que juvenis. Um tubarão pequeno medindo tipicamente 1,3 m (4,3 pés) de comprimento, o nariz preto tem uma forma típica de "tubarão requiem" com um focinho longo e arredondado, olhos grandes e uma pequena primeira barbatana dorsal. Seu nome comum vem de uma mancha preta característica na ponta do focinho, embora isso possa ser indistinto em indivíduos mais velhos.
Tubarões de nariz preto alimentam-se principalmente de pequenos peixes ósseos e cefalópodes e, por sua vez, são vítimas de tubarões maiores. Como outros membros de sua família, eles exibem um modo de reprodução vivíparo, no qual os embriões em desenvolvimento são sustentados por uma conexão placentária. As fêmeas dão à luz três a seis filhotes no final da primavera ou início do verão, anualmente ou bienalmente, após um período de gestação de oito a 11 meses. Não se sabe se esta espécie ataca seres humanos, embora tenha sido documentada executando uma exibição de ameaça para mergulhadores. É de importância comercial e recreativa moderada. A União Internacional para Conservação da Natureza avaliou esta espécie como quase ameaçada. Em 2009, a Administração Nacional Oceânica e Atmosférica dos EUA anunciou que as populações do tubarão nariz preto dos Estados Unidos estão sendo super-pescadas e propôs novas medidas de conservação.

## Taxonomia e filogenia

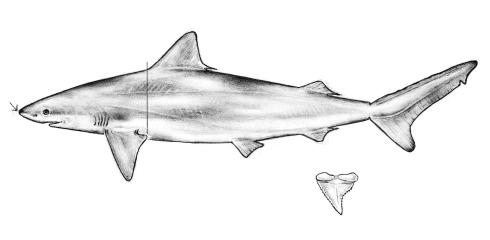

O naturalista cubano Felipe Poey publicou a primeira descrição do tubarão de nariz preto em 1860 como Squalus acronotus, em seu trabalho, Memorias sobre la historia natural de la Isla de Cuba. Autores posteriores mudaram essa espécie para o gênero Carcharhinus. O espécime tipo era um macho de 98 cm de comprimento, capturado em Cuba. Baseado em dados morfológicos, Jack Garrick sugeriu em 1982 que o tubarão de nariz preto tem uma relação de irmão com um grupo que contém o tubarão branco (C. dussumieri) e o tubarão preto (C. sealei), enquanto Leonard Compagno propôs em 1988 que esse tubarão pertencesse em um grupo com cinco outras espécies, incluindo o tubarão-seda (C. falciformis) e o tubarão-de-pontas-negras-do-recife (C. melanopterus). As análises moleculares têm sido igualmente ambíguas em relação às relações filogenéticas do tubarão de nariz preto: a análise das aloenzimas de Gavin Naylor, em 1992, descobriu que esta espécie é o membro mais básico de Carcharhinus, enquanto a análise do DNA ribossômico de Mine Dosay-Abkulut em 2008 indicava afinidade entre ele e o tubarão de pontas negras (C. limbatus) ou o tubarão-rabo-pequeno (C. porosus). O tubarão-branco (Nasolamia velox), encontrado ao longo da costa oeste tropical das Américas, pode ser descendente de tubarões de nariz preto que experimentaram os efeitos teratogênicos da ciclopia incipiente.

## Distribuição e habitat
O tubarão de nariz preto habita as plataformas continentais e insulares da costa leste das Américas, ao norte da Carolina do Norte e ao sul do sul do Brasil, incluindo Bahamas, Golfo do México e Mar do Caribe. Eles frequentam águas costeiras sobre leitos de ervas marinhas, planícies arenosas e entulhos de conchas ou corais. Esta espécie é espacialmente segregada por tamanho e sexo. Geralmente, apenas tubarões jovens são encontrados em águas rasas, pois os adultos preferem profundidades superiores a 9 m (30 pés) e são mais comuns a 18-64 m (59-210 pés). Tubarões de nariz preto na enseada do Atlântico Sul (na costa atlântica do sul dos Estados Unidos) migram para o norte no verão e para o sul (ou possivelmente a profundidades maiores) no inverno; uma migração semelhante ocorre para tubarões no Golfo do México.

## Descrição
O tubarão de nariz preto tem um corpo esbelto e aerodinâmico, com um focinho longo e arredondado e olhos grandes. Um retalho de pele bem desenvolvido ocorre em frente a cada narina, definindo as aberturas de entrada e saída. Doze a 13 e 11 a 12 fileiras de dentes ocorrem em ambos os lados das mandíbulas superior e inferior, respectivamente, com um ou dois dentes na sínfise (meio). Os dentes são triangulares e oblíquos, com bordas serrilhadas; os dentes superiores são mais resistentes que os inferiores. Os cinco pares de fendas branquiais são curtos, medindo menos de um terço do comprimento da primeira base da barbatana dorsal.
A primeira barbatana dorsal é pequena e um tanto falciforme, com um ápice pontudo e uma ponta traseira curta e livre; sua origem está nas pontas traseiras livres das barbatanas peitorais. A segunda barbatana dorsal é relativamente grande, embora ainda menor que a metade da altura da primeira. Nenhuma crista é vista entre as barbatanas dorsais. As barbatanas peitorais são curtas e cônicas. O corpo é coberto por dentículos dérmicos sobrepostos que carregam de cinco a sete cristas longitudinais (três em indivíduos muito jovens), levando três a cinco dentes marginais. A coloração é amarelada a cinza esverdeada ou marrom acima e branca a amarela abaixo. Uma mancha escura distintiva na ponta do focinho é mais óbvia em tubarões jovens. As pontas da segunda barbatana dorsal, do lobo caudal superior e, às vezes, do lobo caudal inferior, são escuras. Os tubarões de nariz preto têm tipicamente 1,3-1,4 m (4,3-4,6 pés) de comprimento e 10 kg (22 lb) de peso. O comprimento e peso máximos registrados são de 2,0 m (6,6 pés) e 18,9 kg (42 lb), respectivamente.

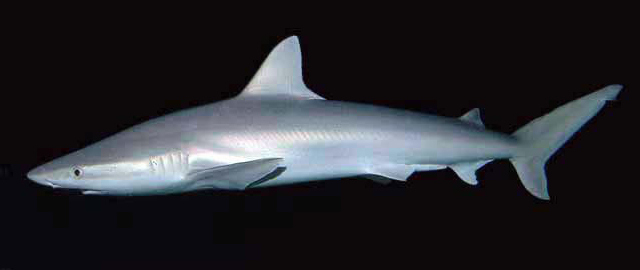
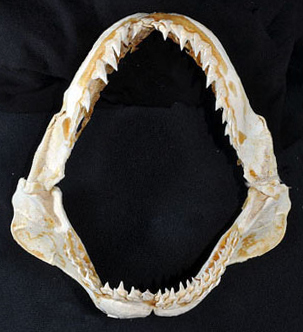
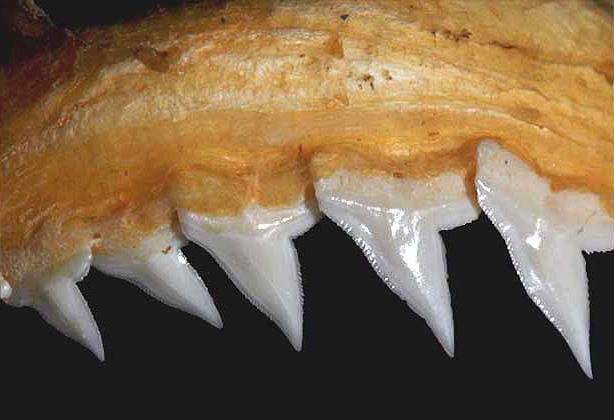
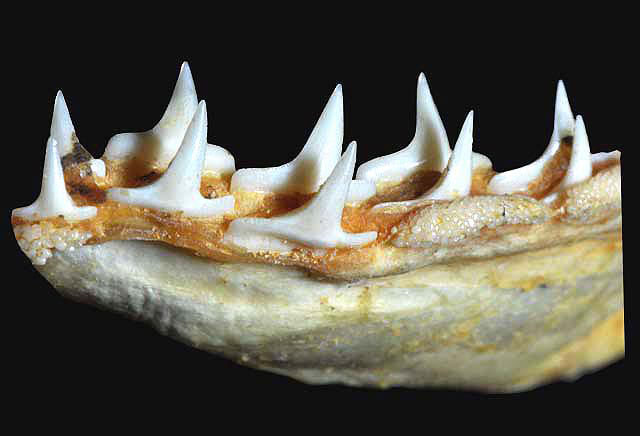

## Biologia e ecologia
Um predador pequeno e de natação rápida, o tubarão-de-nariz-preto se alimenta principalmente de peixes pequenos e ósseos, incluindo Lagodon rhomboides, Sciaenidae, Sparidae, Engraulidae, Ostraciidae, Diodontidae, bem como polvos e outros cefalópodes. Ao competir pela isca, sua velocidade lhes permite pegar comida de tubarões maiores, como o tubarão de recife do Caribe (C. perezi). Essa espécie pode formar grandes cardumes, às vezes associadas a anchovas e tainhas. Tubarões de nariz preto demonstram um alto grau de filopatria: jovens e adultos foram documentados retornando à mesma área local ano após ano.
Tubarões de nariz preto são predados por tubarões maiores, e os cativos têm observado um aparente comportamento ameaçador em meio a nadadores ou membros recém-introduzidos de suas espécies. O ato consiste no tubarão dobrando as costas, abaixando as barbatanas peitorais, escancarando as mandíbulas e nadando com um movimento exagerado de um lado para o outro. Os parasitas conhecidos dessa espécie incluem os copépodes Nesippus orientalis, Perissopus dentatus, Pandarus sinuatus, Kroyeria sphyrnae, Nemesis atlantica e Eudactylina spinifera, e também vermes dos gêneros Paraorygmatobothrium e Platybothrium.

### Ciclo de vida
Como outros tubarões requiem, o tubarão de nariz preto é vivíparo; depois que os embriões em desenvolvimento esgotam seu suprimento de gema, o saco vazio de gema se transforma em uma conexão placentária através da qual a mãe fornece alimento. Nos Estados Unidos, pensa-se que os machos se reproduzem a cada ano, enquanto as fêmeas se reproduzem a cada dois anos. No entanto, no nordeste do Brasil, o ciclo reprodutivo feminino é curto o suficiente para ocorrer anualmente. A vitelogênese (a formação de gema no ovário) ocorre no final do verão e é imediatamente seguida de acasalamento e fertilização no outono, com os jovens nascendo da primavera ao verão seguinte. A sazonalidade desses eventos significa que o ciclo reprodutivo é compensado em seis meses entre as populações dos hemisférios norte e sul. O período de gestação foi estimado em oito meses no nordeste do Brasil e em 9 a 11 meses no sudeste dos Estados Unidos.
As fêmeas tipicamente dão à luz ninhadas de um a seis filhotes em áreas rasas de viveiro, como baías costeiras ou manguezais; uma área de viveiro conhecida é Bulls Bay, na Carolina do Sul. Nenhuma relação é vista entre o tamanho feminino e o número de jovens. Os recém-nascidos medem 38 a 50 cm (15 a 20 pol) de comprimento. Tubarões de nariz preto fêmeas crescem mais lentamente, atingem um tamanho final maior e têm uma vida útil mais longa que os machos. Além disso, os tubarões do Golfo do México são de crescimento mais lento e de vida mais longa do que os da enseada do Atlântico Sul. Na enseada do Atlântico Sul, ambos os sexos amadurecem no comprimento de garfo (da ponta do focinho ao garfo da barbatana caudal) em torno de 90 cm, correspondendo a idades de 4,3 anos para homens e 4,5 anos para mulheres. No Golfo do México, ambos os sexos amadurecem com um comprimento de garfo em torno de 85 cm (2,79 pés), correspondendo a idades de 5,4 anos para homens e 6,6 anos para mulheres. A vida útil máxima foi calculada em 19 anos no Atlântico Sul e 16,5 no Golfo do México.

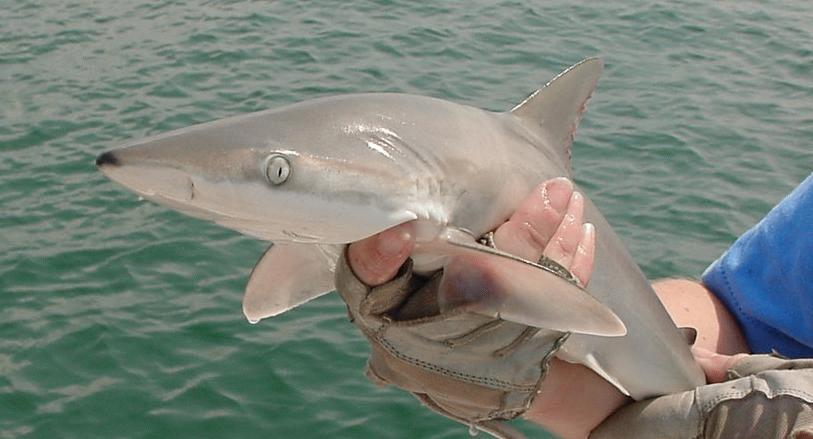

## Interações humanas
O tubarão de nariz preto nunca foi implicado em um ataque a seres humanos. No entanto, deve-se ter cuidado se ele começar a executar uma exibição de ameaça. Esta espécie é considerada um peixe de caça e oferece uma luta respeitável em equipamentos leves (uma linha de pesca mais delicada). É também de importância comercial regional, sendo capturada intencionalmente e como captura acessória através de redes de emalhar e palangres de superfície em toda a sua extensão, mais significativamente ao sudoeste da Flórida, Venezuela e Brasil; a carne é vendida seca e salgada. Um grande número de tubarões de nariz preto também é capturado incidentalmente por arrastões de camarão, o que pode representar uma ameaça maior à sua população, pois muitos dos tubarões capturados são imaturos.
Fora dos Estados Unidos, a pesca do tubarão de nariz preto é regulamentada pelo Plano Nacional de Gerenciamento de Pescas (FMP) do Serviço Nacional de Pescas Marinhas dos EUA em 1993 para tubarões do Atlântico e do Golfo do México. Para fins de cotas comerciais e limites de bolsas, o tubarão de nariz preto é classificado no complexo "pequeno tubarão costeiro" (SCS). De 1999 a 2005, uma média de 27.484 tubarões de nariz preto (62 toneladas) foram capturados todos os anos nos Estados Unidos. Avaliações recentes de ações realizadas pela Administração Nacional Oceânica e Atmosférica dos EUA (NOAA) determinaram que as populações dessa espécie foram super-pescados no Atlântico e no Golfo do México. Em 2009, a NOAA propôs a criação de uma cota separada para tubarões de nariz preto de 6.065 tubarões por ano e a proibição de usar redes de emalhar para capturar tubarões no Atlântico. Por outro lado, os estoques de tubarão de nariz preto no norte do Brasil parecem estáveis, enquanto não há dados sobre pesca disponíveis no Caribe. A União Internacional para Conservação da Natureza avaliou esta espécie como quase ameaçada globalmente.